# Beldina
Beldina Nyadwe, känd mest som Beldina Malaika eller bara Beldina, född 1988, död 2019 i Malibu, var en svensk sångerska, låtskrivare och fotomodell med rötter i Kenya. Hon utmärkte sig först i slutet av 2000-talet med MySpace-singeln Like I Do.

## Biografi
Beldina kom in i offentligheten som barn när hon medverkade i La Bohème på Folkoperan. Efter att 2003 ha medverkat i Luciakören på Globen började hon sjunga på klubbar. År 2009 blev Beldina erbjuden att köra för artisten Promoe men tackade nej då hon ville stå i rampljuset själv.Under 2010-talet flyttade Beldina till Los Angeles och signade år 2012 med Universal Music Group men lämnade bolaget och släppte EP:n Intermission samt var förband åt artister som Pharrell Williams och Stevie Wonder på hemmaplan i Sverige och Danmark. I en recensionsartikel för EP:n Intermission jämför Göteborgsposten Beldinas röst med Aaliyahs. Beldinas sista EP Black & Blond kom vintern 2019 och temat var utanförskap som både afrikan och svensk.  

## Diskografi
Mixtejper
- 2009 A Woman of Few Words
- 2014 Opening Act[8][9]

EP
- 2011 Best Kept Secret
- 2015 Intermission[10][7][11]
- 2019 Black & Blond

Singlar
- 2008 Like I Do
- 2010 Would You?
- 2011 Here We Go
- 2011 Not Going Back (Childish Gambinos låt, medverkande)
- 2013 Other Line (Something About Us-sample av Daft Punk)
- 2013 What Can I Say
- 2014 Blow Me Away
- 2014 Cloud 9 (feat. Sway Clarke II)
- 2014 Ocean
- 2014 Misstänkt[12](Timbuktus låt, medverkande)
- 2015 Can’t Leave You Alone[13] (feat. Rome Fortune)
- 2018 Gypsy Life
- 2018 Miss Understood
- 2019 You (I Gotta Love)
- 2019 Blinded
- 2019 Black & Blond
- 2019 Motherless Child (demo)[14]
- 2019 HMU
- 2019 iLY

Coverstories (2010-2012)
Mellan åren 2010-2012 producerade Beldina en serie på YouTube där hon visade upp nytolkade versioner av populära hitlåtar, oftast omgjorda till R&B.
- Hang With Me (Robyn)
- Cupidboy (Kylie Minogue)
- Firework (Katy Perry)
- Someone Like You (Adele)
- We Found Love / Ikopol (Rihanna, Dauwd)